# Bitterfeldit

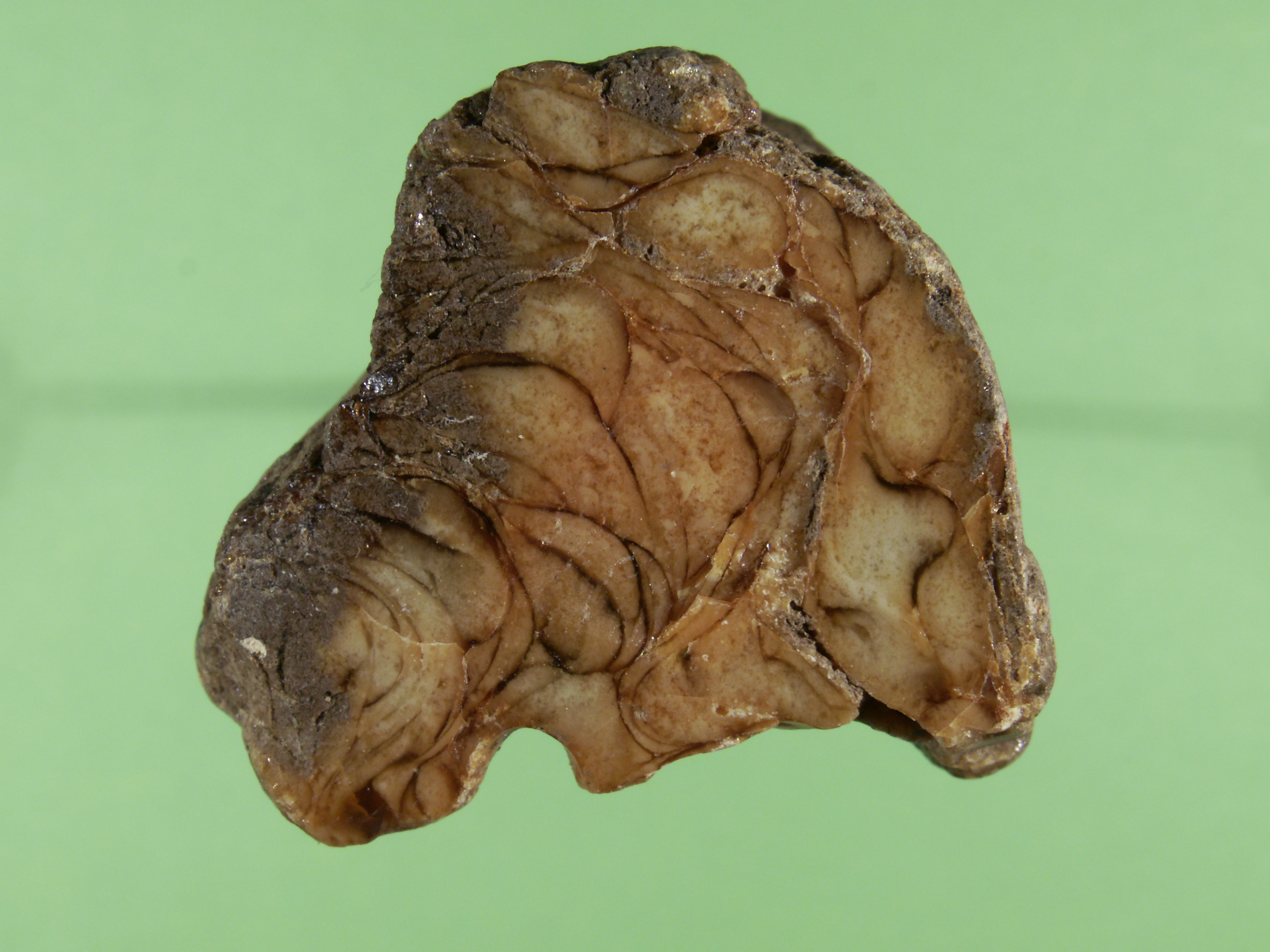
Bitterfeldit fluidal, Geröll (Bruchstück) angeschliffen, partiell mit Verwitterungsrinde; Größe 37 mm; Sammlung: Naturkundliches Museum Mauritianum Altenburg.

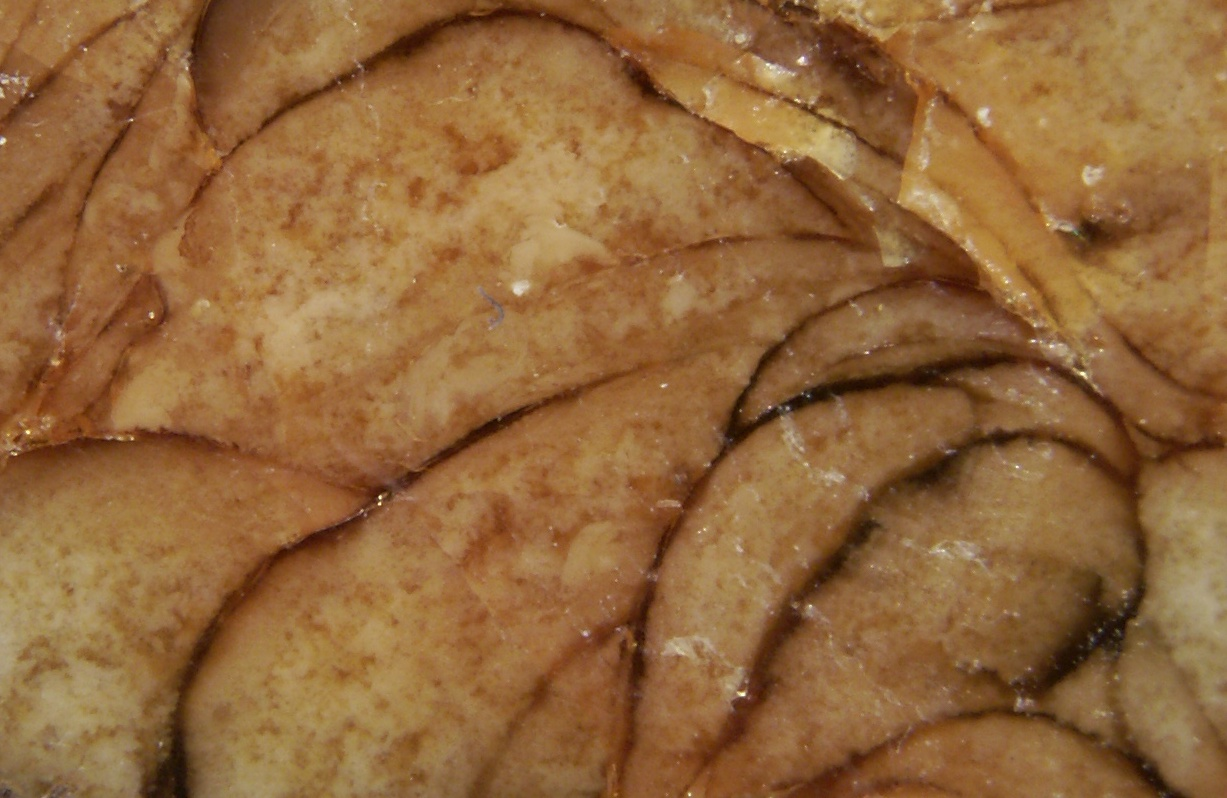
Bitterfeldit fluidal, Ausschnitt des oberen Bildes; Größe (Bildbreite): 18 mm; Sammlung: Naturkundliches Museum Mauritianum Altenburg.

Bitterfeldit ist eine Bernsteinart, die im Tagebau Goitsche bei Bitterfeld gefunden wurde. Hierauf geht auch der bei der Erstbeschreibung dieses fossilen Harzes im Jahre 1986 vergebene Name zurück. Der Bitterfeldit ist bisher nur vom Fundort Bitterfeld bekannt, es wurden mehr als 150 Stück geborgen.
Bitterfeldit gehört nach der sphäroidischen Struktur und dem Infrarotspektrum zur Glessit-Gruppe. Er ist sehr spröd und hat einen schwachen aromatischen Eigengeruch. Der Bruch ist muschelig, die Bruchflächen fettglänzend matt. Die Erzeugerpflanze hat zwei Harzformen gebildet, die immer zusammen vorkommen. Die meisten Stücke zeigen eine Fließstruktur, bei denen unregelmäßig bogige Scherkörper durch ein tiefdunkelbraunes relativ klares Harz getrennt werden. Das klare Harz ist leicht trüb und hat eine sphäroidische Struktur (Korngröße kleiner als 0,01 mm). Das zweite Harz ist undurchsichtig und setzt sich aus einer transparenten Grundmasse und sehr feinkörnigen opaken Einsprenglingen zusammen. In den Scherkörpern sowie bei Stücken mit schwacher oder fehlender Fließtextur sind die Einsprenglinge wolkig-nebulös verteilt. Diese Scherkörper sowie das Aussehen wie geronnene Milch sind die auffälligen Merkmale des Bitterfeldit.
Die durch manche Autoren ohne Begründung bezweifelte Selbständigkeit des Bitterfeldit vom Glessit wird auch durch mehrere Stücke belegt, bei denen bräunlichschwarzer Glessit auf vorher erhärteten Bitterfeldit geflossen ist, siehe Bildergalerie. Bei einigen Fundstücken sind die beiden Harzarten zusammengeflossen. Es erfolgte keine Vermischung, die feste Verbindung der beiden Harze spricht für ihre enge Verwandtschaft.
Die Herkunftspflanze des Bitterfeldit ist noch nicht bekannt, wahrscheinlich gehörte sie auch zur Familie der Balsambaumgewächse (Burseraceae).